# Edgar I. Miroljubivi
Edgar I. Miroljubivi je bio engleski kralj, rođen oko 7. kolovoza 943., a umro 8. srpnja 975. godine.

## Životopis
Edgar je bio sin Edmunda I. Veličanstvenog i Elgive Shaftesburyjske (kasnije proglašene svetom), a krunu je naslijedio godine 959. od svoga starijeg brata Edwyja koji je te godine preminuo. Od godine 957., nakon što je u bitci kod Gloucestera porazio brata Edwyja, bio je vladar sjevernog dijela Engleske: Northumbrije i Mercije. Nakon Edwyjeve smrti ponovno je ujedinio Englesku. Nadimak Miroljubivi ne odgovara u potpunosti istini, jer je bio puno snažniji i sposobniji vladar od svog brata.
Učvrstio je unutarnji poredak u zemlji organiziravši je u grofovije i okruge. Uredio administrativni sustav ubiranja poreza, te je novac kovao prosječno svakih šest godina što je u ono vrijeme bio veliki administrativni uspjeh. Organizirao je mornaricu koja je imala zadaću braniti zemlju od napada Vikinga sa sjevera.
Godine 973. u Bathu je organizirao svoju raskošnu krunidbu, čime je postao prvi vladar koji je i formalno okrunjen za kralja Engleske. Sebe je nazivao i imperatorom. Naslijedio ga je najstariji sin Eduard. Imao je dvije žene, a jedna se zvala Elfrida.

## Vlast
Iako nije bio naročito miroljubiv vladar, njegovo vladanje je obilježio mir. Kraljevina Engleska je bila na vrhuncu. Učvrstio je političko jedinstvo koje su postigli njegovi prethodnici. Edgar je potkraj svoje vladavine uspješno ujedinio Englesku do te mjere da se činilo malo vjerojatnim da bi se moglo dogoditi da Engleska opet nazadovala u stanje podijeljenosti na međusobno zavađena kraljevstva, kao što je to bilo slučajem za vrijeme kad je vladao Eadred.
| Prethodnik: | Kralj Engleske | Nasljednik:        |
| Edwy        | Kralj Engleske | Eduard II. Mučenik |